# زندگی شگفت‌انگیز است (مجموعه تلویزیونی)
زندگی شگفت انگیز است مینی سریالی در ژانر کمدی است که در زمستان ۱۳۹۸ از شبکه دو سیما پخش شد. تهیه کننده این سریال عبدالرضا فیروزان است 

## داستان
زندگی شگفت‌انگیز است یک کمدی اجتماعی است که به مشکلات خانواده از نگاه طنز می پردازد. در این مجموعه قصه زندگی زوج جوانی به نام‌های «روزبه» (رضا داوودنژاد) و «سیمین» (سحر ولدبیگی) روایت می شود. آنها قصد جدایى از هم را دارند، اما طولی نمی‌کشد که بروز اتفاق شگفت‌انگیزى آن دو را در مسیر تازه‌ای قرار می‌دهد.

## بازیگران
- رضا داوودنژاد
- سحر ولدبیگی
- حمید لولایی
- نگین معتضدی
- خشایار راد
- مهران رجبی
- افسانه ناصری
- فاطمه شکری
- فرهاد بشارتی
- ساناز سماواتی
- آرش نوذری
- ندا دیبا
- ماهان عبدی
- محمدحسین سپنج
- کیمیا گیلانی
- علیرضا علیا
- پریسا رضایی
- مانی فیروزان
- رهام دادگرمرام